# محمدن ولد أحمدو
محمدن ولد أحمدو (من مواليد 28 سبتمبر 1967) هو عالم رياضيات وأستاذ جامعي موريتاني ألماني درَّس وحاضر في عدة جامعات عربية وأوروبية، حاصل على «درجة التأهيل الجامعي» (بالفرنسية: Habilitation à diriger des Recherches) من جامعة باريس ديديرو عام 2005، و«درجة التأهيل» (بالألمانية: Habilitation venia legendi) من جامعة إبرهارد كارل (توبنغن) في مدينة توبينغن الألمانية عام 2006.  عمل محاضرا في كلية العلوم ببنزرت في تونس مطلع الألفية الثالثة، كما درّس بجامعات فرنسية وإيطالية وفي جامعة بون وجامعة توبنغن الألمانيتين، وشغل وظائف أكاديمية في جامعة غيسن (في ألمانيا أيضا) التي يُدرِّس بها الآن. كُرّم في موريتانيا عام 2012 بحصوله على جائزة شنقيط في مجال العلوم والتقنيات، وهو أحد مؤسسي جائزة يحيى ولد حامدٌ في الرياضيات بموريتانيا، وأول رئيس للجنتها العلمية.
ولد البروفسور محمدن ولد أحمدو في مقاطعة المذرذرة، التابعة لولاية الترارزة في الجنوب الغربي لموريتانيا، أنهى دراسته الثانوية في العاصمة نواكشوط حيث حصل على الباكالوريا في الرياضيات، ثم توجه إلى تونس وواصل هناك دراسة الرياضيات حتى قدم أطروحته للدكتوراه تحت إشراف عالم الرياضيات التونسي عباس بحري وكانت تحت عنوان «المساهمة الطبولوجية للنقاط الحرجة عند اللانهاية في مسألة تغايرية غير متراصة» (بالفرنسية: Contribution topologique des points critiques à l'infini dans un problème variationnel non compact).
نشر عشرات المقالات العلمية وألقى عشرات المحاضرات وشارك في ندوات متخصصة في عدد من الجامعات حول العالم، وأشرف على رسائل وأطروحات بحثية لعدد من الطلاب، ومن مشاريعه البحثية الآن مع مؤسسة البحوث الألمانية (DFG)، بحث في العلاقة بين مسائل الدوامة وظواهر الانفجار ثنائية الأبعاد.

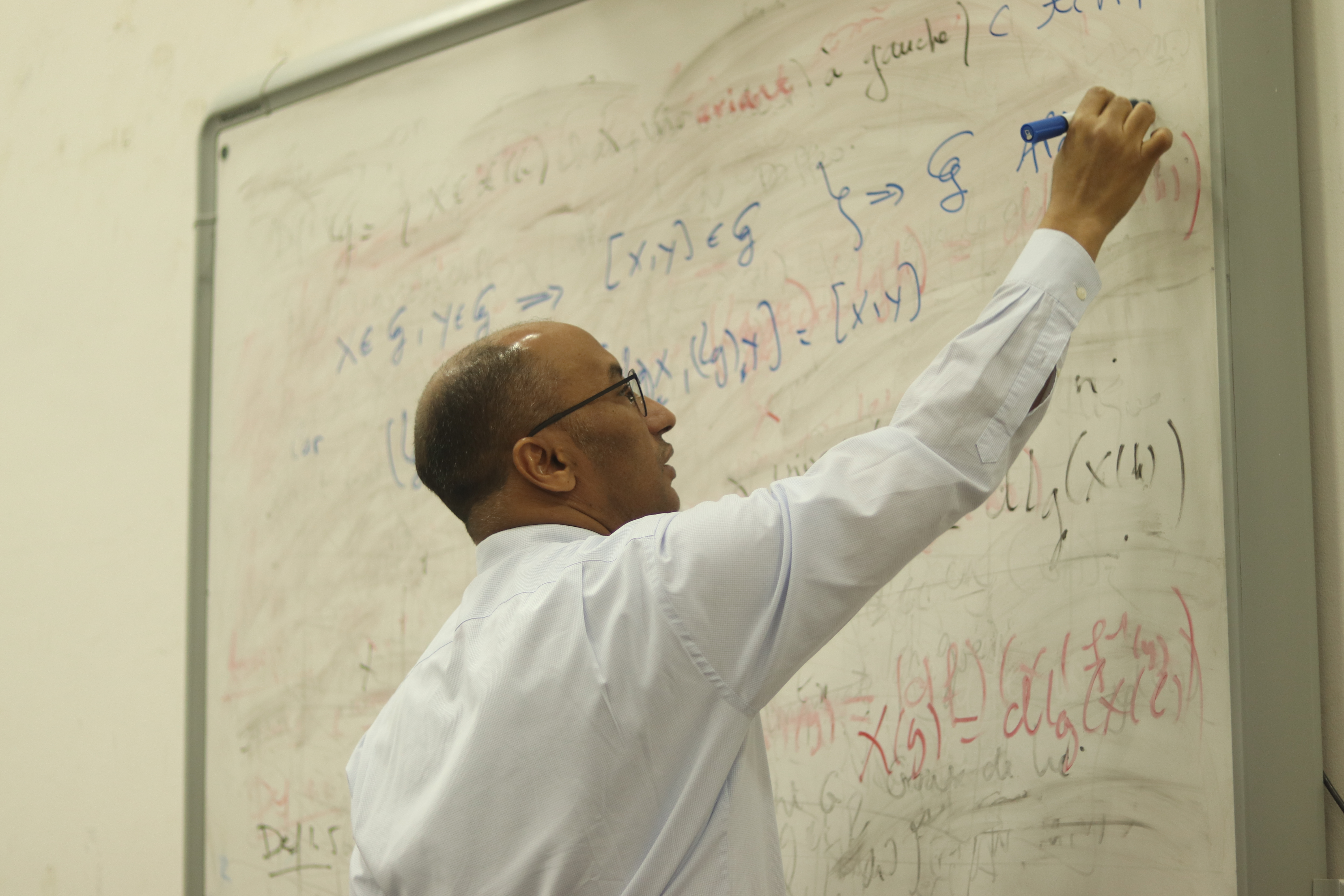
ولد أحمدو يحاضر في جامعة نواكشوط ديسمبر 2022

## وصلات خارجية
- البروفيسور محمدن ولد أحمدو نسخة محفوظة 25 فبراير 2023 على موقع واي باك مشين. على موقع جامعة غيسن الرسمي
- محمدن ولد أحمدو على موقع شبكة علوم الرياضيات (أو "قاعدة أبحاث علوم الرياضيات") التابع لجمعية الرياضيات الأمريكية
- محمدن ولد أحمدو على موقع جوجل سكولار
- البروفيسور محمدن ولد أحمدو على موقع مؤسسة البحوث الألمانية (DFG)
- محمدن ولد أحمدو على موقع ريسيرش غيت